# 技术写作人员
技术写作员（Technical Writer）是专业的信息传播者。他们通过最便于传递和理解信息的媒介，在两方或多方间传递信息或知识。这些信息的类型包括在线帮助、手册、白皮书、设计规格书、项目计划、软件测试计划等。随着在线学习的发展，越来越多的技术写作人员投入到创建在线培训资料的工作中。

以下是 Society for Technical Communication (STC) 对技术写作的解释：
技术写作有时被定义为“将复杂的东西简单化”。在这个简短且看似简单的定义中，所包含的是各种各样的技能和特性，在某种程度上几乎涉及到人类活动的所有领域。作为技术传播领域中的一个重要分支，技术写作涉及将复杂的信息传达给那些需要它来完成某个任务或目标的人。
换言之，技术写作人员将先进的技术概念以尽可能明确、准确、全面的方式传达给目标读者，并确保这些信息易于用户获取。
Kurt Vonnegut 将技术写作人员描述为:
...trained to reveal almost nothing about themselves in their writing. This makes them freaks in the world of writers, since almost all of the other ink-stained wretches in that world reveal a lot about themselves to the reader.
工程师、科学家、以及其他专业人员也可能参与技术写作（策划编辑、校对等），但通常会雇佣专业的技术写作人员来开发和编辑资料、设计版面、并建议最佳的信息发布方式。

## 相关职位
- Technical Communicator[3]
- Technical Author
- Tech Writer
- Technical Content Developer
- Content Developer
- Content Designer
- Information Developer
- Technical Information Developer
- Information Architect
- Information Engineer
- Information Designer
- Documentation Specialist
- Document Management Specialist
- Documentation Manager
- Text Engineer

## 职业的发展历史
根据 Society for Technical Communication (STC)，技术传播和技术写作职业大约在第二次世界大战时期被首次提及，当时技术文档由于军事目的而成为必要。技术写作职位名称于第二次世界大战期间在美国出现，即使直到 1951 年才发布了第一则“Help Wanted: Technical Writer”招聘广告。事实上，直到 2010 年“Technical Writer”职位名称才被加入到美国劳工统计局的《职业前景手册》（Occupational Outlook Handbook）。20 世纪 40 到 50 年代，技术传播人员和写作人员受雇为军方编写文档，通常包括新型武器的详细使用说明。还有些技术传播人员和写作人员为当时出现的新技术编写文档。根据 O'Hara 的描述：
战争是科学和技术进步最重要的推动力。U.S. Army Medical Corps 在巴拿马的丛林里跟疟疾作战、Chemical Corps 推动了炸药和有毒气体（以及对它们的防护）领域的化学进步、Manhattan District of the Corps of Engineers 对物理学的理解有了巨大飞跃、Air Corps 成为航空设计的先驱。
在技术写作职业发展的初期，大多数技术写作人员跟写作团队一起在办公室工作。跟现在的技术写作人员一样，他们开展一手资料搜集，并与主题专家面谈以确保信息的准确。在第二次世界大战期间，能够遵从政府对于文档的严格规范是技术写作人员最重要的特征之一。二战后，随着新技术的兴起（如计算机），技术写作人员开始进入其它领域工作，编写用户手册、快速参考指南、硬件安装手册、和速查手册。在二战后的一段时期（1953-1961），技术传播人员（包括技术写作人员）变得热衷于使领域“专业化”。据 Malone 所述，为了使领域专业化，技术传播人员和写作人员实行了一系列举措：创建专业组织、形成一套专业的知识体系、推行技术传播从业人员的道德标准、关于从业人员资格认证的讨论、着手领域内教育项目的授权。
技术写作职业不断发展壮大。据 O'Hara 所述，写作和编辑职业（包括技术写作人员）的职位数量在 1994 到 2005 年间增长了 22%。当今技术写作人员的工作环境多种多样。很多技术写作人员使用 VPN 远程工作，或通过在线门户网站（如 Skype、Zoom）跟团队沟通。有些技术写作人员在办公室工作，通过可在线存储文档的内容管理系统跟团队共享内容。技术写作人员的工作内容涵盖了编写政府报告、内部文档、技术设备的使用说明、软件或系统的嵌入式帮助、或其它技术文档。技术的不断发展将为技术写作人员不断拓展更多的可能性。很多技术写作人员负责为移动应用程序和 Web 应用程序编写技术文档或嵌入式帮助文档。他们还编写仅用于在手持式设备上阅读的内容，然而其中大部分作品不会像过去的技术文档一样被印刷成册。

## 所需技能
除了要有扎实的调研、文案写作、语言、写作、和校订技能外，技术写作人员可能还具备以下方面的技能：
- 商业分析
- 脚本语言
- 内容管理
- 插画/平面设计
- 编索引
- 信息架构
- 信息设计
- 本地化/技术翻译
- 培训
- 在线学习 (E-learning)
- 用户界面
- 视频编辑
- 网站设计/管理
- 超文本链接语言 (HTML)
- 可用性测试
- 无障碍访问测试

技术写作人员也可以将这些技能应用到非技术内容的撰写。技术写作人员通常不是领域专家 (SME)，他们通过与 SME 面谈和开展必要的调研来确保编写和收集的内容在技术上是准确的。为了能充分理解主题，技术写作人员需完成一手资料和二手资料收集。

## 特征
一个专业的技术写作人员能够以简洁、有效的方式编写、理解、和传达技术信息。他们可能专注于某个特定领域，但必须对所描写的产品非常了解。例如，API 文档写作人员主要编写 API 文档，别的技术写作人员则可能擅长电子商务、制造业、科学、或医学资料。
技术写作人员从多个来源收集信息。他们的信息来源通常散布在组织的各个部门，可以从开发人员到市场营销部门。
根据 Markel 的观点，好的技术文档可以用 8 个特征来衡量：真实、清晰、准确、全面、易于访问、简洁、看起来专业、正确。技术写作人员致力于通过仔细研究使文档符合这 8 个特征。

## 角色和功能
要创建有效的技术文档，写作人员必须对这三个元素进行分析：读者、目的、和使用场景。这些元素之后就是文档设计，它决定了读者所看到的内容。

### 读者分析
技术写作人员力求将复杂的概念或过程简化，使读者能最大程度地理解这些内容。文档的最终目标是帮助读者找到他们需要的内容、理解这些内容、并恰当地使用这些内容。要实现这个目标，技术写作人员必须了解读者是如何使用和阅读文档的。在一个文档项目开始时进行读者分析，有助于明确读者对某一特定文档的需求。
进行读者分析时，技术写作人员通常会提出以下问题：
- 目标读者是谁？
- 他们有哪些特征？
- 读者的职能是什么？
- 读者对主题有何看法？
- 读者对信息发送者有何看法？
- 读者期待什么形式的文档？
- 读者的工作任务是什么？
- 读者的知识水平如何？
- 有哪些影响因素？

通过准确的读者分析能够获得一套准则，用来决定文档的内容、设计和呈现形式（在线帮助、交互式网站、手册等）、以及语气和知识水平。

### 目的
技术写作人员通过分析信息的目的或功能来了解文档须达成的目标。通过确定信息的目的（例如旨在说服读者“以某种方式思考或行动、使他们能够完成某项任务、帮助他们理解某事物、改变他们的态度”），来指导写作人员如何设计版面、以及选择哪种文档类型（在线帮助、白皮书、建议书等）。

### 使用场景
使用场景是指读者使用信息时所处的物理和时间环境，例如：在他们的办公桌前、在某个工厂里、在生意不景气的夏季、或公司正处于危机当中。了解使用场景让技术写作人员知道读者如何使用这些信息。这些知识将会对写作人员设计信息的版面产生重大影响。例如，如果文档是关于一艘小型船舶的故障快速处理指南，写作人员可能采用页面覆膜工艺以增加使用寿命。

### 文档设计
收集完以上信息，文档具有最佳的可读性和可用性。根据某专家的观点，技术写作人员使用 6 大策略来设计和编写技术内容：布局、重点、清晰、简洁、风格、和可信度。
布局：对可视元素进行排序和组织，以便读者能够看到他们的结构：他们是如何分组连贯、如何相互区别。在考虑布局时，技术写作人员着眼于如何使用标题、列表、图表、和图片来提高可用性。
重点：文档如何通过突出或加强来展现重要内容。技术写作人员通过摆放位置、粗体、颜色、和字号的斟酌来向读者展示重要信息、警告、有用的提示等。
清晰：该策略帮助接收者快速、完整地理解信息，并在必要时果断地做出反应。技术写作人员力求减少视觉噪音，例如低对比度、过于复杂的图表或图片、不能辨认的字体，这些都会妨碍读者对信息的理解。
简洁：该策略考量的是设计上的“视觉膨胀和杂乱”，例如标题和列表的数量、线条和方框、绘图的细节和数据统计图表、字体变化、过分修饰、和字符间距。技术写作人员必须考虑到所有这些设计元素，以确保读者能容易地使用文档。
风格：某个文档给人的印象或感觉。文档内容应该正式和专业，还是应该轻松和幽默，这取决于文档的类型和读者。除了语言之外，技术写作人员还可以通过使用间隔、图片、字体等来设定技术内容的风格。
可信度：视觉语言在文档中所获得的可信度。技术写作人员应致力于创建专业、没有错误的文档以建立读者的信任感。

## 所需条件
技术写作人员有多种职位名称，包括 technical writer、technical communicator、information developer、technical content developer、technical documentation specialist。在 United Kingdom 和其他一些国家，技术写作人员通常被称为 technical author 或 knowledge author。
技术写作人员通常同时具备技术背景和写作技能。他们通常拥有某个技术领域的学位，但可能还具备新闻写作、商务或其它领域的学位。许多技术写作人员是从别的领域（例如新闻写作或技术领域）转行做技术写作的，通常在他们参加技术传播（technical communication）相关课程、学习到所需技能后。

## 方法学（文档开发生命周期）
在开始撰写技术文档之前，技术写作人员必须理解文档的主题、目标、和读者。他们通过学习现有资料、与 SME 面谈、以及实际使用产品来收集信息。他们对读者进行研究，以了解他们的需求和对技术的理解水平。
技术出版物的开发生命周期通常包含 5 个阶段，与产品开发计划相一致：
- 阶段 1：信息收集和规划
- 阶段 2：内容计划书
- 阶段 3：内容开发和实施
- 阶段 4：发布
- 阶段 5：评估

文档开发生命周期通常包含 6 个阶段（各个组织可能有所不同）。
1. 受众分析（确定目标读者）
2. 用户任务分析（基于目标读者的任务和信息分析）
3. 信息架构（基于分析的设计、如何准备文档）
4. 内容开发（开发/准备文档）
5. 技术审核和编辑审核（上级人员审核，如部门经理等）
6. 排版和发布（发布文档）

这与软件开发生命周期相似。
好的技术文档通常遵循一套正式的标准或规范。技术文档具有多种风格和形式，取决于传播媒介和主题领域。印刷和在线文档虽然在许多方面不同，但在文字、信息结构、和布局上仍遵循基本相同的规范。技术写作人员通常遵循某个标准风格指南中的格式约定。在美国，技术写作人员通常遵循 The Associated Press Stylebook 或 the Chicago Manual of Style (CMS)。许多公司都有企业内部的风格指南，其中涵盖了企业标识的使用、品牌推广、以及企业风格的其他方面。Microsoft Manual of Style for Technical Publications 是这些风格指南中的典型代表。
工程类项目，特别是国防和航天相关项目，通常遵循国家和国际文档标准，例如针对民航机的 ATA100，或针对民用和军事防御平台的 S1000D。

## 环境
技术写作人员通常是某个写作团队或项目开发团队中的一员。通常情况下，写作人员在完成初稿后，将其提交给一个或多个 SME 进行技术审核，以验证内容准确性和完整性。可能会由另一名写作人员或编辑人员进行编辑审核，以检查风格遵从、语法、和可读性等。在某些情况下，写作人员或其他人会请读者来测试文档，以改进文档可用性。文档的最终发布通常需遵照检查清单，以确保发布作品的质量和一致性。

## 职业发展
对于技术写作人员来说，没有一个标准的职业通道，但他们中的部分人可能进入项目管理领域。有些写作人员可能晋升到高级技术写作人员的职位，处理复杂的项目或带领一个由写作人员和编辑人员组成的小团队。在大型组织中，一个 documentation manager 可能同时管理多个项目和团队。
技术写作人员还可能在获得某个特定技术领域的专业知识后，转行到相关的职业，例如软件质量分析或业务分析。有些技术写作人员在成为某领域的主题专家 (SME) 后，可能会转型到该领域工作。技术写作人员通常编写相关技术的培训资料，包括课堂指南和在线学习 (e-learning)，其中某些技术写作人员转型成为职业培训师 (Professional Trainer) 和教学设计师 (Instructional Designer)。
具有写作技巧专业知识的技术写作人员能进入印刷媒体或电子媒体公司，从而获得赚取更多收入或改善工作条件的潜在机会。
美国劳工部 (U.S Department of Labor) 预计从 2016 到 2026 年技术写作人员的雇佣人数将增长 11%，略高于所有职业的平均增长率。他们预期工作机会是相当不错的，尤其是对于具备技术技能的申请者。美国劳工统计局还指出，“科学和技术产品”的发展以及“基于 Web 的产品支持”对技术写作人员的需求将刺激需求量的增长。 

## 著名的技术写作人员
- William Gaddis，著有 J R (1975) 和 A Frolic of His Own (1994)。在他的第一部小说 The Recognitions (1955) 获评欠佳后，在 Pfizer 和 Eastman Kodak 等公司担任技术写作人员达 15 年。[15]
- Gordon Graham，白皮书方面的专家、写作教授。
- Dan Jones，大学教授、Society for Technical Communication 会员。
- Robert M. Pirsig，著有 Zen and the Art of Motorcycle Maintenance: An Inquiry into Values (ZAMM) (1974)。在撰写这部畅销书籍的同时为 IBM 编写技术手册。
- Thomas Pynchon，美国作家，著有 The Crying of Lot 49 (1966)、Gravity's Rainbow (1973)、以及 Mason & Dixon (1997) 等作品。从 1960 到 1963 年在波音公司担任技术写作人员，期间同时完成了他的第一部小说 V. (1963)。
- Richard Wilbur，美国诗人。他在谈话中提到曾任职于波音公司。
- George Saunders，美国作家，著有 Tenth of December: Stories (2013)，以及短篇小说集、散文、和中篇小说。在 Radian International 公司（位于 Rochester, New York 的一家环保工程企业）担任技术写作人员和地质工程师职位时，完成了他的第一部短篇小说集 CivilWarLand in Bad Decline (1996)。
- Amy Tan，美国作家，著有 The Joy Luck Club (1998)、The Bonesetters Daughter (2001)、以及其他备受好评的小说。Tan 在担任技术写作人员时开始写小说。[16]
- Marcia Wilbur，美国作家，著有 A Decade of the DMCA。在创作此书时为 Microchip 公司编写技术文档。